# Красавино (Милофановский сельсовет)
Красавино — деревня в Никольском районе Вологодской области.
Входит в состав Зеленцовского сельского поселения (с 1 января 2006 года по 1 апреля 2013 года входила в Милофановское сельское поселение), с точки зрения административно-территориального деления — в Милофановский сельсовет.
Расстояние до районного центра Никольска по автодороге — 73 км, до центра муниципального образования Зеленцово по прямой — 11 км. Ближайшие населённые пункты — Герасимово, Лисицыно, Широкая.
По переписи 2002 года население — 86 человек (43 мужчины, 43 женщины). Всё население — русские.